# Jerzy Ładyka

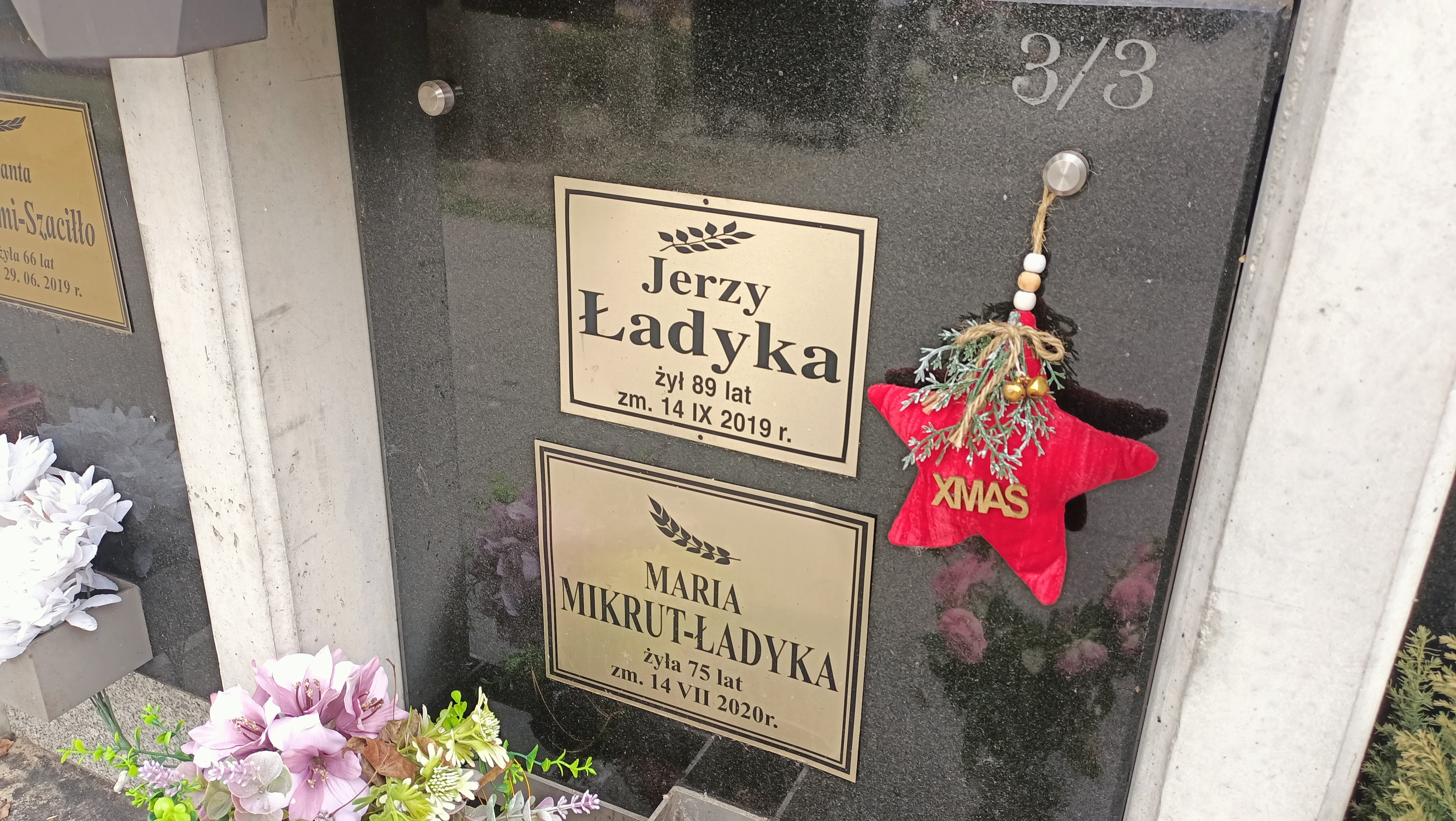
Grób Jerzego Ładyki na cmentarzu wojskowym na Powązkach

Jerzy Jan Ładyka (ur. 17 lutego 1930 w Tarłowie, zm. 14 września 2019 w Konstancinie-Jeziornie) – polski filozof i religioznawca marksistowski, profesor nauk humanistycznych.

## Życiorys
Urodził się w rodzinie Jana i Marii. Od 1946 członek Organizacji Młodzieży Towarzystwa Uniwersytetu Robotniczego. W 1949 zdał maturę w Liceum Ogólnokształcącym im. Joachima Chreptowicza w Ostrowcu Świętokrzyskim i rozpoczął studia w Akademii Nauk Politycznych w Warszawie. Po roku przeniósł się na Wydział Nauk Społecznych Uniwersytetu Warszawskiego, gdzie w 1954 uzyskał tytuł magistra filozofii. Od 30 czerwca 1953 członek PZPR. W latach 1953–1954 był asystentem w Katedrze Materializmu Dialektycznego i Historycznego na Wydziale Filozoficznym UW, w latach1954–1957 aspirant – studiował historię filozofii w Instytucie Nauk Społecznych przy KC PZPR w Warszawie. W latach 1957–1969 pracował na Wydziale Filozoficznym UW jako starszy asystent, a następnie adiunkt – tam też w 1963 uzyskał stopień doktora nauk humanistycznych na podstawie dysertacji Polemiki z heglizmem w filozofii polskiej XIX wieku. We wrześniu 1969 przeszedł do Wyższej Szkoły Nauk Społecznych przy KC PZPR w Warszawie. W 1972 otrzymał nominację na docenta i od 1974 do 1978 kierował Zakładem Filozofii. Od 1975 do 1978 był prorektorem WSNS. Habilitował się w 1975, od 1983 był profesorem nadzwyczajnym. W lipcu 1984 został powołany na dyrektora Instytutu Teorii Kultury i Polityki Kulturalnej w Akademii Nauk Społecznych.
Brat Teodora i Stanisława. Mąż Marii z domu Mikrut (1945–2020), ojciec Moniki.
Pochowany na cmentarzu Wojskowym na Powązkach w Warszawie (kwatera Q KOL 4-3-3).

## Wybrane publikacje
- Dembowski, Warszawa: „Wiedza Powszechna”, 1968.
- Społeczeństwo i polityka. Wybór tekstów, Warszawa: „Książka i Wiedza”, 1968.
- Filozoficzne problemy współczesnego chrześcijaństwa, Warszawa: Państwowe Wydawnictwo Naukowe, 1973.
- O filozofii marksistowskiej, Warszawa: „Książka i Wiedza”, 1975.
- Ideały społeczne socjalizmu, Warszawa: Młodzieżowa Agencja Wydawnicza, 1978.
- Wybrane problemy teoretyczne marksizmu-leninizmu w myśli współczesnej, Warszawa: Wyższa Szkoła Nauk Społecznych przy KC PZPR, 1978.
- Zarys filozofii marksistowskiej, Warszawa: „Książka i Wiedza”, 1979.
- Problemy ideologii i światopoglądu w myśli Lenina, (red.) Warszawa: IPPM-L KC PZPR, 1980.
- Wybrane problemy teoretyczne marksizmu-leninizmu w myśli współczesnej (red.), Warszawa: „Książka i Wiedza”, 1981.
- Myśl katolicka i socjalizm. Polemiki ideologiczne, Warszawa: Sekcja Wydawnictw i Informacji Naukowej IPPM-L, 1983.
- Podstawy filozofii marksistowskiej, Warszawa: Krajowa Agencja Wydawnicza, 1983.
- Elementy wiedzy o kulturze, Warszawa: Akademia Nauk Społecznych przy KC PZPR, 1987.
- Literatura i światopogląd, Warszawa: ANS, 1989.
- Przygoda z lewicą, Warszawa: „Comandor”, 2001.
- Kultura i światopogląd. Szkice krytyczne, Warszawa: „Comandor”, 2002.
- O kulturowej tożsamości lewicy w Polsce, Toruń: Wydawnictwo Adam Marszałek, 2010.

Źródło:.

## Nagrody
- Nagroda „Trybuny Ludu” w za popularyzację tej gazety (1972)[10]